# Sentiero Italia
Le Sentiero Italia (abrégé SI) est un itinéraire d’excursion pédestre d'environ 6 880 km qui traverse les deux grandes crêtes montagneuses de la péninsule : les Apennins et Alpes. 
L'idée originale est née en 1983 à partir de l'intuition d'un groupe de journalistes et d'écrivains qui ont ensuite créé l'Association Sentiero Italia. En 1995, avec la collaboration du CAI, l’association a lancé l’événement CamminaItalia, ouvert à tous et dirigé par Teresio Valsesia, Riccardo Carnovalini et Giancarlo Corbellini. Un groupe de randonneurs part de la ville sarde de Santa Teresa Gallura, dans la province de Sassari, pour effectuer la majeure partie du parcours en huit mois. L'initiative a été répétée en 1999, cette fois avec la collaboration de l'Associazione Nazionale Alpini (ANA). 
En 2018, le Club alpin italien annonce, en accord avec l'Association Sentiero Italia, son intention de récupérer et de relancer le sentier en le renommant Sentiero Italia Cai,. L’initiative prévoit la collecte d’informations sur l’état actuel du parcours, ainsi que la planification, la programmation et la mise en œuvre de toutes les interventions nécessaires à la praticabilité (maintenance, installation de la signalisation). L'inauguration est prévue pour le 1er mars 2019 à Santa Teresa Gallura. 
La route, divisée en environ 400 étapes, part de Santa Teresa Gallura, dans la province de Sassari, et continue en Sicile puis suis toute la crête des Apennins et le versant sud des Alpes, en direction de Muggia, dans la province de Trieste, en utilisant de longs itinéraires préexistants tels que la Grande Traversata delle Alpi, l’Alta Via dei Monti Liguri et la Grande Escursione Apenninica. 
Le Sentiero Italia en Italie traverse 6 sites naturels de l’Unesco, 20 régions et 360 communes italiennes. 

## Histoire
En 1981, alors qu'il traversait les Apennins, Riccardo Carnovalini, habitant de La Spezia a commencé à réfléchir au fait que l'Italie devrait disposer d'un sentier de grande randonnée. 
Deux ans plus tard, le 19 juin 1983 la Grande Excursion des Apennins a été présentée au public enthousiaste de Castelnuovo Garfagnana. Il y a notamment Riccardo Carnovalini, son épouse Cristina Di Bono, Alfonso Bietolini, Gianfranco Bracci, Furio Chiaretta et Stefano Ardito. Pour Carnovalini, c’est l’occasion de discuter de son idée avec des amis experts en randonnées et en sentiers de grande randonnée. L’idée de départ est de relier en un seul chemin les principaux segments des grandes routes existantes (GTA du Piémont, Alta Via dei Liguri, GEA, Alte Vie Valdostane et d’autres routes existantes), afin de créer un chemin couvrant l’intégralité de la péninsule, du Frioul-Vénétie Julienne aux îles italiennes. Le groupe de travail a alors commencé à se multiplier : Roberto Mantovani (qui dirigeait alors la Rivista della Montagna), le journaliste-excursiste lombard Giancarlo Corbellini et le marcheur-explorateur Franco Michieli, l'ont rejoint. 
Entre temps, les premiers articles sur la nouvelle initiative de randonnée ont commencé à paraître dans la presse généraliste et dans les magazines spécialisés de cette époque, en particulier Alp et Rivista della Montagna. En 1986, dans les pages Voyage de La Repubblica, parait un article intitulé « Gran Sentiero Italia » par Stefano Ardito. Le nom du chemin — après avoir enlevé le Gran — est né à cette occasion. En peu de temps, le comité organisateur a mis en place l’Association Sentiero Italia. 
Au début des années 90, après quelques conférences, les aspects les plus importants du sentier ont commencé à être abordés de manière concrète. L’occasion est donnée par la création de la Commission centrale de la randonnée du Club alpin italien, présidée par Teresio Valsesia, qui réaffirme la reconnaissance du travail des créateurs du Sentiero Italia, en particulier de Riccardo et Cristina Carnovalini, qui sont des promoteurs importants et actifs de la randonnée en Italie, non seulement en tant qu’activité de santé, mais avant tout en tant qu’exemple pour favoriser l’utilisation correcte du territoire. La Commission du CAI est donc disposée à coopérer étroitement pour la réalisation du Sentiero Italia. Avec l'approbation du président général du CAI, Leonardo Bramanti, un groupe de travail sur le CAI, Associazione Sentiero Italia, est formé. Le groupe est composé de Teresio Valsesia, Giancarlo Corbellini et Filippo Di Donato (pour le CAI) et de Riccardo Carnovalini, Furio Chiaretta et Gianfranco Bracci (pour l'association). À Trieste et en Calabre, le dernier tronçon du Sentiero est présenté. Une opération qui avait une fonction non seulement pour la randonnée, mais aussi pour des raisons civiles, culturelles et sociales, voire une première pour une future activité touristique, dans le contexte du nouveau parc national. 
En 1991, le Sentiero Italia trouve sa première réalisation dans un dossier de 26 pages, publié par le CAI et l’Associazione Sentiero Italia. Le tracé général et les variantes principales, situés dans toutes les régions, de la Sardaigne au Frioul-Vénétie Julienne, sont décrits mais pas encore définitifs. Lors d'une réunion du groupe de travail CAI - Association Sentiero Italia, Teresio Valsesia propose expressément d'effectuer le test de l'intégralité du parcours à travers le titre Camminaitalia, qui contient un impératif exhortatif adressé à tous les Italiens pour qu'ils pratiquent davantage la randonnée. 
Au cours de ces années, beaucoup de travail a également été consacré à la promotion du Sentiero Italia. Des dizaines d'articles sont publiés dans des magazines spécialisés et dans des journaux. Les manifestations inaugurales de certains tronçons de l'itinéraire apparaissent également sur les écrans de télévision. Durant la campagne, l’attention générale portée à la randonnée qui connaît une nette augmentation. Le club alpin demande aux délégations régionales d'étudier en détail les sections de l'itinéraire qui les intéressent et les premiers guides régionaux dédiés aux randonneurs souhaitant couvrir certaines parties du long itinéraire commencent à paraître. 
Entre 1993 et 1994, des centaines de volontaires du CAI répartis dans toute l’Italie s’emploient à retracer et à améliorer les segments individuels du Sentiero Italia, en les rendant viables et équipés de panneaux de signalisation horizontaux et, dans la mesure du possible, de lieux d’arrêt. Une attention particulière est accordée aux régions du sud, qui manquaient encore partiellement de sentiers à l’époque. Dans la zone alpine, les voies sont déjà largement testés. 
En 1995, le Club alpin italien lance et achève le CamminaItalia, un grand événement de randonnée ouvert à tous sur le grand sentier qui se dessinait le long de la péninsule. La marche, dirigée par Teresio Valsesia, Riccardo Carnovalini et Giancarlo Corbellini et soutenue par l'engagement de centaines de membres des sections du CAI, a débuté en février à Santa Teresa Gallura (en Sardaigne) et s'est terminée après huit mois à San Bartolomeo di Muggia (en Frioul-Vénétie Julienne), impliquant plus de 5 000 randonneurs (chiffre obtenu en additionnant toutes les présences des différentes sections de l'itinéraire). La manifestation conclusive à Trieste est organisée par le président général du CAI, Roberto De Martin, qui a également parcouru certaines parties du Sentiero Italia. 
La Camminaitalia est documentée par un livre publié à la fin de 1995 par l'éditorial Giorgio Mondadori. Le volume (320 pages, avec les noms des participants de nombreuses photographies), est édité par Riccardo Carnovalini, Giancarlo Corbellini et Teresio Valsesia. Outre les contributions générales, les 368 étapes de l'itinéraire principal et les segments complémentaires sont brièvement décrits. Le cinéaste Renato Andorno, pour sa part, fournit un documentaire de 50 minutes, condensé sur les 80 heures de tournage, qui constitue une précieuse documentation environnementale, historique et anthropologique. 
La Camminaitalia est reproduite en 1999 en collaboration avec l’Associazione Nazionale Alpini. C'est le général Cesare Di Dato, rédacteur en chef du magazine L'Alpino, qui appelle Valsesia pour organiser une deuxième édition de la marche avec le CAI, afin de souligner le 80e anniversaire de l'association. La proposition est immédiatement acceptée et est, comme celle de 1995, ouverte à tous, sans aucun enjeu bureaucratique. Plus court que le précédent, il se développe sur plus de 3 000 km en 189 étapes et représente une collaboration étroite entre le CAI et l'ANA, comme l'attestent également les 8 000 participants au total. Pour les deux associations, c'est l'occasion d'une vérification de l'itinéraire, une fois de plus organisée et dûment rapportée, confirmant que, sans le volontariat, le Sentiero Italia resterait uniquement sur papier. Même la nouvelle Camminaitalia a son volume d’illustrations, édité par Giancarlo Corbellini et Teresio Valsesia (éditeur du Touring Club Italiano), ainsi que son documentaire de Renato Andorno. À la fin de la marche, lors d'une réunion entre les participants (dont plusieurs étaient déjà présents en 1995), le club Camminaitalia a été créé, dont la présidence a été attribuée à Nicoletta Del Vecchio, du CAI de Sondrio. L’activité du club, composée d’environ 200 membres (y compris des étrangers), se caractérise toujours par le volontariat le plus franc et se traduit par l’organisation d’une série de trekkings sur la route Camminaitalia, souvent avec la participation du CAI. Le club est toujours en activité. 
En 2018, le président général du CAI annonce officiellement son intention de relancer le Sentiero Italia en mettant à jour et en restaurant le circuit. Peu de temps après, le président et directeur de l'Association Sentiero Italia (Riccardo Carnovalini et Gianfranco Bracci), en accord avec les autres partenaires, garantissent gratuitement la pleine disponibilité de la marque et du logo Sentiero Italia, enregistrés en 1994, avec l’invitation de conserver le nom original du projet et de vouloir rappeler, dans la communication, le travail et le travail des créateurs et des promoteurs du parcours. Le Sentiero Italia CAI est officiellement né à ce moment-là. 

## Excursions complètes
La première en solitaire est réalisée par Emilio Pizzocol, un randonneur du CAI de Sesto, âgé de 54 ans, qui mène une intense activité alpine. Pizzocol parcourt la route en 226 étapes. Son aventure est documentée dans Lo Scarpone. 
Le randonneur et photographe professionnel Lorenzo Franco Santin a effectué l’ensemble du voyage à pied en solitaire, à partir du 30 mars 2017, en provenance de Santa Teresa di Gallura, et a rejoint la hameau de Lazzaretto près de la frontière entre l’Italie et la Slovénie le 25 août,,,,,. 
Santin a suivi le sentier historique du Sentiero Italia, parcourant en moyenne 54 km par jour et faisant des détours dans des situations où la privatisation de la terre ou la dégradation de l'environnement naturel ne permettaient pas de continuer selon le sentier identifié. 
L'année précédente, Santin lui-même avait tenté la même entreprise à partir du 23 mai, mais avait été contraint d'interrompre le voyage dans le val Masino en raison de mauvaises conditions météorologiques après avoir voyagé 4 705 km en 121 jours. 

## Parcours
Ces dernières années, la signalisation a été normalisée, avec un panneau rouge-blanc-rouge et le signe SI CAI en noir. 
Généralement, le Sentiero Italia coïncide en grande partie avec des chemins préexistants, notamment : 
- Grande Traversata delle Alpi en Piémont ;
- Alta Via dei Monti Liguri en Ligurie ;
- Grande Escursione Appenninica en Toscane ;
- Sentiero del Brigante en Calabre.

Une partie du parcours permet de découvrir, le "sentier sarde", lieu réputé de la randonnée dans les îles de Méditerranée.
Le parcours officiel, mis à jour en même temps que les opérations de maintenance par plus de 500 volontaires du CAI, est disponible sur le site Web de Sentiero Italia, lancé par le Club alpin italien en février 2019.

### Articles externes
- (it) Site officiel du Sentiero Italia
- (it) Les 368 étapes du Sentiero Italia
- (it) Les étapes faites durant la Camminaitalia  de 1999